# Gouvernement Sobotka
République tchèque
Rusnok Babiš I
Le gouvernement Sobotka (en tchèque : Vláda Bohuslava Sobotky) est le gouvernement de la République tchèque du 29 janvier 2014 au 13 décembre 2017, durant la septième législature de la Chambre des députés.

## Majorité et historique
Dirigé par le nouveau président du gouvernement social-démocrate Bohuslav Sobotka, anciennement ministre des Finances, ce gouvernement est constitué et soutenu par une coalition centriste entre le Parti social-démocrate tchèque (ČSSD), l'ANO 2011 et l'Union chrétienne démocrate - Parti populaire tchécoslovaque (KDU-ČSL). Ensemble, ils disposent de 111 députés sur 200, soit 55,5 % des sièges de la Chambre des députés.
Il est formé à la suite des élections législatives anticipées des 25 et 26 octobre 2013.
Il succède ainsi au gouvernement technocratique de l'indépendant Jiří Rusnok. À la suite de la démission du président du gouvernement libéral Petr Nečas en juillet 2013, le président de la République Miloš Zeman refuse de le remplacer par la candidate de la coalition de centre droit Miroslava Němcová et nomme à la direction de l'exécutif son conseiller Jiří Rusnok. Le 7 août suivant, la Chambre des députés lui refuse sa confiance, par 100 voix contre 93.
Les députés décident alors de voter l'autodissolution de leur assemblée. Lors du scrutin parlementaire, les partis au pouvoir sont balayés et le parti populiste ANO 2011 émerge à la deuxième place des forces politiques.
Le 2 mai 2017, en conflit avec Andrej Babiš au sujet de soupçons de fraude fiscale pesant sur ce dernier, Sobotka annonce sa démission, devant entrainer celle de tout le gouvernement, afin de le remplacer au poste de ministre des Finances ou d'anticiper les élections législatives prévues à l'automne. Il revient sur sa décision trois jours plus tard, le président Miloš Zeman refusant de considérer l'ensemble du gouvernement comme démissionnaire, et lui demande de révoquer seulement Andrej Babiš,.

## Composition

### Initiale (29 janvier 2014)
| Poste                                                                                   | Titulaire | Titulaire                                               | Parti    |
| --------------------------------------------------------------------------------------- | --------- | ------------------------------------------------------- | -------- |
| Président du gouvernement                                                               |           | Bohuslav Sobotka                                        | ČSSD     |
| Premier vice-président du gouvernement Ministre des Finances                            |           | Andrej Babiš                                            | ANO 2011 |
| Vice-président du gouvernement Chargé de la Science, de la Recherche et de l'Innovation |           | Pavel Bělobrádek                                        | KDU-ČSL  |
| Ministre des Affaires étrangères                                                        |           | Lubomír Zaorálek                                        | ČSSD     |
| Ministre de la Défense                                                                  |           | Martin Stropnický                                       | ANO 2011 |
| Ministre du Travail et des Affaires sociales                                            |           | Michaela Marksová-Tominová                              | ČSSD     |
| Ministre de l'Intérieur                                                                 |           | Milan Chovanec                                          | ČSSD     |
| Ministre de l'Environnement                                                             |           | Richard Brabec                                          | ANO 2011 |
| Ministre du Développement régional                                                      |           | Věra Jourová (jusqu'au 08/10/2014)                      | ANO 2011 |
| Ministre du Développement régional                                                      |           | Karla Šlechtová                                         | Sans     |
| Ministre de l'Industrie et du Commerce                                                  |           | Jan Mládek                                              | ČSSD     |
| Ministre des Transports                                                                 |           | Antonín Prachař (jusqu'au 04/12/2014)                   | ANO 2011 |
| Ministre des Transports                                                                 |           | Dan Ťok                                                 | Sans     |
| Ministre de l'Agriculture                                                               |           | Marian Jurečka                                          | KDU-ČSL  |
| Ministre de l'Éducation, de la Jeunesse et des Sports                                   |           | Marcel Chládek (jusqu'au 17/06/2015) Kateřina Valachová | ČSSD     |
| Ministre de la Culture                                                                  |           | Daniel Herman                                           | KDU-ČSL  |
| Ministre de la Santé                                                                    |           | Svatopluk Němeček                                       | ČSSD     |
| Ministre de la Justice                                                                  |           | Helena Válková (jusqu'au 12/03/2015) Robert Pelikán     | Sans     |
| Ministre des Droits humains et de l'Égalité des chances Président du Conseil législatif |           | Jiří Dienstbier, Jr.                                    | ČSSD     |

### Remaniement du1erdécembre 2016
- Les nouveaux ministres sont indiqués en gras, ceux ayant changé d'attributions en italique.

| Poste                                                                                   | Titulaire | Titulaire                                                                 | Parti    |
| --------------------------------------------------------------------------------------- | --------- | ------------------------------------------------------------------------- | -------- |
| Président du gouvernement                                                               |           | Bohuslav Sobotka                                                          | ČSSD     |
| Premier vice-président du gouvernement Ministre des Finances                            |           | Andrej Babiš                                                              | ANO 2011 |
| Vice-président du gouvernement Chargé de la Science, de la Recherche et de l'Innovation |           | Pavel Bělobrádek                                                          | KDU-ČSL  |
| Ministre des Affaires étrangères                                                        |           | Lubomír Zaorálek                                                          | ČSSD     |
| Ministre de la Défense                                                                  |           | Martin Stropnický                                                         | ANO 2011 |
| Ministre du Travail et des Affaires sociales                                            |           | Michaela Marksová-Tominová                                                | ČSSD     |
| Ministre de l'Intérieur                                                                 |           | Milan Chovanec                                                            | ČSSD     |
| Ministre de l'Environnement                                                             |           | Richard Brabec                                                            | ANO 2011 |
| Ministre du Développement régional                                                      |           | Karla Šlechtová                                                           | Sans     |
| Ministre de l'Industrie et du Commerce                                                  |           | Jan Mládek (jusqu'au 28/02/2017) Bohuslav Sobotka (intérim) Jiří Havlíček | ČSSD     |
| Ministre des Transports                                                                 |           | Dan Ťok                                                                   | Sans     |
| Ministre de l'Agriculture                                                               |           | Marian Jurečka                                                            | KDU-ČSL  |
| Ministre de l'Éducation, de la Jeunesse et des Sports                                   |           | Kateřina Valachová                                                        | ČSSD     |
| Ministre de la Culture                                                                  |           | Daniel Herman                                                             | KDU-ČSL  |
| Ministre de la Santé                                                                    |           | Miloslav Ludvík                                                           | ČSSD     |
| Ministre de la Justice                                                                  |           | Robert Pelikán                                                            | Sans     |
| Ministre des Droits humains et de l'Égalité des chances Président du Conseil législatif |           | Jan Chvojka                                                               | ČSSD     |

### Remaniement du24 mai 2017
- Les nouveaux ministres sont indiqués en gras, ceux ayant changé d'attributions en italique.

| Poste                                                                                   | Titulaire | Titulaire                                | Parti    |
| --------------------------------------------------------------------------------------- | --------- | ---------------------------------------- | -------- |
| Président du gouvernement                                                               |           | Bohuslav Sobotka                         | ČSSD     |
| Premier vice-président du gouvernement Ministre de l'Environnement                      |           | Richard Brabec                           | ANO 2011 |
| Vice-président du gouvernement Chargé de la Science, de la Recherche et de l'Innovation |           | Pavel Bělobrádek                         | KDU-ČSL  |
| Ministre des Affaires étrangères                                                        |           | Lubomír Zaorálek                         | ČSSD     |
| Ministre de la Défense                                                                  |           | Martin Stropnický                        | ANO 2011 |
| Ministre des Finances                                                                   |           | Ivan Pilný                               | ANO 2011 |
| Ministre du Travail et des Affaires sociales                                            |           | Michaela Marksová-Tominová               | ČSSD     |
| Ministre de l'Intérieur                                                                 |           | Milan Chovanec                           | ČSSD     |
| Ministre du Développement régional                                                      |           | Karla Šlechtová                          | Sans     |
| Ministre de l'Industrie et du Commerce                                                  |           | Jiří Havlíček                            | ČSSD     |
| Ministre des Transports                                                                 |           | Dan Ťok                                  | Sans     |
| Ministre de l'Agriculture                                                               |           | Marian Jurečka                           | KDU-ČSL  |
| Ministre de l'Éducation, de la Jeunesse et des Sports                                   |           | Kateřina Valachová (jusqu'au 21/06/2017) | ČSSD     |
| Ministre de l'Éducation, de la Jeunesse et des Sports                                   |           | Stanislav Štech                          | Sans     |
| Ministre de la Culture                                                                  |           | Daniel Herman                            | KDU-ČSL  |
| Ministre de la Santé                                                                    |           | Miloslav Ludvík                          | ČSSD     |
| Ministre de la Justice                                                                  |           | Robert Pelikán                           | Sans     |
| Ministre des Droits humains et de l'Égalité des chances Président du Conseil législatif |           | Jan Chvojka                              | ČSSD     |